# Unforgettable
Unforgettable – piosenka skomponowana przez Irvinga Gordona. Została wydana w 1951. Najpopularniejsza wersja tego utworu została nagrana przez Nata Kinga Cole’a w 1951, w aranżacji Nelsona Riddle’a.
Czterdzieści lat później, Natalie Cole zremiksowała utwór tworząc duet ze swym nieżyjącym już ojcem, Natem Kingiem Cole’em. Ta wersja w 1992 zdobyła nagrodę Grammy w kategorii Piosenka Roku.
Piosenka została wykonana przez Karen i Jacka w ostatnim odcinku serialu Para nie do pary (w maju 2006).

## Innecovery
- Dinah Washington (1959)
- Peggy Lee (1963)
- Sammy Davis Jr. (1965)
- Marvin Gaye (1965)
- Aretha Franklin (1976)
- Engelbert Humperdinck (1980)
- Nat & Natalie Cole (1991)
- Kenny Rogers (1999)
- Captain & Tennille (2001)
- Jackie Chan (2002)
- Merle Haggard (2004)
- Bradley Joseph (2006)
- Sia Furler (2016)

## Sampling
- Nas (Can't Forget About You) (2007)
- Fabolous (Don't Worry About You) (2007)
- Lil Wayne (Don't Forget About You) (2007)
- Cassidy (Thinking About You) (2007)